# Epístola a Filemón

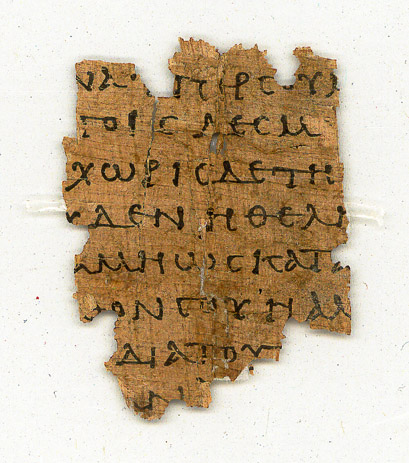
Imagen del Papiro 87 (en la numeración Gregory-Aland), con un fragmento de los versículos 13-15 de la Epístola a Filemón. Data del año 250.

La Epístola de Pablo a Filemón, conocida simplemente como Filemón, es uno de los libros del Nuevo Testamento cristiano. Es una carta escrita por el apóstol Pablo, mientras se encontraba prisionero, junto con Timoteo, y dirigida a Filemón, figura importante de la iglesia de Colosas. Es probable que Pablo haya escrito la carta cerca del 62 d. C. aproximadamente en la misma época que escribió Colosenses y Efesios. 
La carta trata de los temas del perdón y la reconciliación. Pablo no se identifica a sí mismo como un apóstol con autoridad, sino como «prisionero de Jesucristo», llamando a Timoteo «nuestro hermano», y tratando a Filemón como «colaborador» y «hermano». Onésimo, un esclavo que se había apartado de su amo Filemón, regresaba con esta epístola donde Pablo rogaba a Filemón que lo reciba como un «querido hermano».
Filemón era un cristiano acomodado, (Pablo lo llama "nuestro querido amigo y colaborador" en 
Filemón 1:1) de su ciudad, Colosas. Esta carta es la más corta de las atribuidas a Pablo, consta sólo de 445 palabras y 25 versículos.

## Composición
La Epístola a Filemón fue compuesta hacia 57-62 d. C. por Pablo mientras estaba en prisión en Cesarea Marítima (fecha temprana) o más probablemente desde Roma (fecha tardía) en conjunción con la composición de Colosenses. 

### Autoría
La Epístola a Filemón se atribuye al apóstol Pablo, y esta atribución rara vez ha sido cuestionada por los eruditos. Junto con otras seis, se cuenta entre las «cartas indiscutibles», que en general se consideran auténticamente paulinas. El principal desafío a la autenticidad de la carta provino de un grupo de eruditos alemanes del siglo XIX conocidos como la Escuela de Tubinga. Su líder, Ferdinand Christian Baur, sólo aceptaba cuatro epístolas del Nuevo Testamento como auténticamente escritas por Pablo: Romanos, 1 y 2 Corintios y Gálatas. Comentando Filemón, Baur describió el tema como «tan singular que despierta nuestras sospechas», y concluyó que tal vez se trate de un «romance cristiano que sirve para transmitir una idea cristiana genuina». En la actualidad, este punto de vista se considera en gran medida anticuado y no encuentra apoyo en la erudición moderna.
El Versículo inicial de la salutación también nombra a Timoteo junto a Pablo. Sin embargo, esto no significa que Timoteo fuera el coautor de la epístola. Más bien, Pablo menciona regularmente a otras personas en la alocución si tienen una conexión particular con el destinatario. En este caso, Timoteo pudo haberse encontrado con Filemón mientras acompañaba a Pablo en su trabajo en Éfeso.

### Ocasión
Según la interpretación más común, Pablo escribió esta carta en nombre de Onésimo, un esclavo fugitivo que había agraviado a su dueño Filemón. La huida de un esclavo era de por sí ilegal. A menudo se supone que Onésimo había huido tras robar dinero, ya que Pablo afirma en el Versículo 18 que si Onésimo debía algo, Filemón debía cargarlo a la cuenta de Pablo. Algún tiempo después de partir, Onésimo entró en contacto con Pablo, aunque de nuevo los detalles no están claros. Puede haber sido arrestado y encarcelado junto a Pablo. Otra posibilidad es que hubiera oído previamente el nombre de Pablo (ya que su dueño era cristiano) y por eso acudió a él en busca de ayuda. Tras conocer a Pablo, Onésimo se convirtió en un creyente cristiano. Creció un afecto entre ellos, y Pablo se habría alegrado de mantener a Onésimo con él. Sin embargo, consideró mejor enviarlo de vuelta a Filemón con una carta adjunta, que pretendía efectuar la reconciliación entre ellos como hermanos cristianos. La conservación de la carta sugiere que se accedió a la petición de Pablo.
La condición de Onésimo como esclavo fugitivo fue cuestionada por Allen Dwight Callahan en un artículo publicado en la Harvard Theological Review y en un comentario posterior. Callahan argumenta que, más allá del versículo 16, «nada en el texto indica de forma concluyente que Onésimo fuera nunca la propiedad del principal destinatario de la carta». Además, las expectativas fomentadas por la hipótesis tradicional del esclavo fugitivo no se cumplen en la carta. Los comentaristas modernos, incluso los comprometidos con la interpretación predominante, lo han admitido tácitamente». Callahan sostiene que los primeros comentaristas de esta obra -la homilía de Orígenes y el Prefacio antimarcionista- guardan silencio sobre la posible condición servil de Onésimo, y rastrea los orígenes de esta interpretación hasta Juan Crisóstomo, que la propuso en su Homiliae in epistolam ad Philemonem, durante su ministerio en Antioquía, hacia 386-398. En lugar de la interpretación tradicional, Callahan sugiere que Onésimo y Filemón son hermanos tanto de sangre como de religión, pero que se han distanciado, y la intención de esta carta era reconciliar a los dos hombres. Ben Witherington III ha cuestionado la interpretación de Callahan como una lectura errónea de la retórica de Pablo. Además, Margaret M. Mitchell ha demostrado que varios escritores anteriores a Crisóstomo sostienen o suponen que Onésimo era un esclavo fugitivo, entre ellos Atanasio, Basilio de Cesarea y Ambrosiaster.
Sin embargo, desde el punto de vista del contexto, los vs.12-16 dejan bastante claro que era un esclavo fugitivo. En el v.14 Pablo afirma que no quería hacer nada sin el consentimiento de Filemón. Ya que Pablo podría haber ordenado o mandado a Filemón que lo hiciera, pero destaca el hecho de que deseaba su consentimiento. Además, Pablo podría haberse limitado a mantener allí a Onésimo, y el propio Onésimo podría haberse quedado allí. Filemón habría tenido derecho a responsabilizar a su esclavo fugitivo no sólo desde un punto de vista financiero o social, sino legal. Onésimo, a su regreso, podría haber sido legalmente hecho prisionero de Roma. Los vs. 15-16 dejan claro que Pablo estaba pidiendo a Filemón que lo recibiera de vuelta «para siempre» y «ya no como esclavo» sino como «hermano amado». De hecho, Pablo escribe que tal vez fue el propósito de Dios que Onésimo huyera inicialmente con el propósito de convertirse en cristiano y luego regresara como un compañero cristiano. Pablo lo llama «su hijo» (v.10) a quien «engendró cuando aún estaba encadenado». El mensaje a Filemón es que acepte de nuevo a Onésimo como «hijo» de un «prisionero de Jesucristo». Parece que tanto Pablo como Onésimo deseaban hacer lo correcto por respeto a Filemón, pero también esperaban que Filemón hiciera lo correcto como alguien que había sido gentilmente perdonado y recibido por el Señor.... como un compañero «prisionero de Cristo Jesús.»
La única información existente sobre Onésimo aparte de esta carta se encuentra en la epístola de Pablo a los Colosenses 4:7-9, donde Onésimo es llamado «un hermano fiel y amado»:

Todo mi estado os declarará Tíquico, que es un hermano amado, y un ministro fiel y consiervo en el Señor: 8 a quien os he enviado con el mismo propósito, para que conozca vuestro estado y consuele vuestros corazones; 9 con Onésimo, un hermano fiel y amado, que es uno de vosotros. Ellos os darán a conocer todas las cosas que se hacen aquí.

### Receptor
La carta está dirigida a Filemón, Apia y Arquipo, y a la iglesia de la casa de Filemón. Filemón es descrito como un «compañero de trabajo» de Pablo. Generalmente se supone que vivía en Colosas; en la carta a los colosenses, Onésimo (el esclavo que huyó de Filemón) y Arquipo (a quien Pablo saluda en la carta a Filemón) son descritos como miembros de la iglesia allí. Filemón puede haberse convertido al cristianismo a través del ministerio de Pablo, posiblemente en Éfeso. Apphia en el saludo es probablemente la esposa de Filemón. Algunos han especulado que Arquipo, descrito por Pablo como un «compañero de armas», es hijo de Filemón y Apia.
El pastor escocés John Knox propuso que el dueño de Onésimo era en realidad Arquipo, y que la carta iba dirigida a él y no a Filemón. En esta reconstrucción, Filemón recibiría primero la carta y luego animaría a Arquipo a liberar a Onésimo para que pudiera trabajar junto a Pablo. Este punto de vista, sin embargo, no ha encontrado un amplio apoyo. En particular, la opinión de Knox ha sido cuestionada sobre la base de los Versículos iniciales. Según O'Brien, el hecho de que el nombre de Filemón se mencione en primer lugar, junto con el uso de la frase «en tu casa» en el versículo 2, hace poco probable que Arquipo fuera el destinatario principal. Knox argumentó además que la carta estaba destinada a ser leída en voz alta en la iglesia colosense para presionar a Arquipo. Varios comentaristas, sin embargo, ven esta opinión como contradictoria con el tono de la carta. J. B. Lightfoot, por ejemplo, escribió: «El tacto y la delicadeza de la súplica del Apóstol por Onésimo quedarían anulados de un plumazo por la exigencia de su publicación»."

## Autenticidad y significado

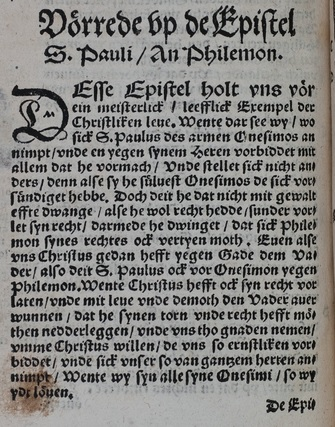
"Todos somos sus Onésimos", dice Lutero en su traducción de la Biblia al alemán. Fragmento de la edición de 1541

Sobre su autenticidad, según el orientalista francés, Ernest Renan, aunque existen sobre ella "objeciones serias", la "Carta a Filemón" pertenece al conjunto de las epístolas "probables", lo mismo que la "Epístola a los colosenses", de la que se considera un apéndice. A su juicio, si la Epístola a los colosenses es falsa, también la misiva a Filemón lo es, aunque esta última sea calificada por él como "una pequeña obra maestra". Según Renan, "pocas páginas tienen un acento de sinceridad tan pronunciada".
La mayoría de estudiosos no comparten las sospechas de Renan y consideran la Epístola a Filemón dentro de las siete cartas indudablemente escritas por san Pablo.
Martín Lutero, en su traducción de la Biblia al alemán (1534), señala el amor cristiano como el tema fundamental de la "Carta a Filemón" y así lo explica en su introducción: 

Esta epístola nos da un ejemplo magistral y tierno del amor cristiano. Vemos cómo san Pablo toma partido por el pobre Onésimo y, con su mejor habilidad, defiende su causa ante su amor. (...) Lo que Cristo hizo por nosotros ante Dios Padre, lo hace san Pablo por Onésimo ante Filemón. Porque Cristo se despojó a sí mismo de sus derechos y logró conmover al Padre con amo y humildad, y así el Padre descartó imponer sus derechos y su ira, y nos recibirá en su seno gracias al favor de Cristo, que defendió nuestra causa y tomó partido por nosotros completamente. Todos somos sus Onésimos si creemos.
Martín Lutero

## Contenido

### Saludo e introducción (1-3)
El saludo inicial sigue un patrón típico que se encuentra en otras cartas paulinas. Pablo se presenta primero a sí mismo, con una autodenominación como «prisionero de Jesucristo», que en este caso se refiere a un encarcelamiento físico. También menciona a su socio Timoteo, como un apreciado colega que presumiblemente era conocido del destinatario. Además de dirigir la carta a Filemón, Pablo envía saludos a Apia, a Arquipo y a la iglesia que se reúne en casa de Filemón. A menudo se supone que Apia es la esposa de Filemón y a veces se sugiere que Arquipo, un «compañero de trabajo», es su hijo. Pablo concluye su saludo con un deseo de gracia y paz.

#### Comentarios
La brevedad de la carta permite observar claramente el esquema típico de las cartas de Pablo: saludo inicial, acción de gracias o plegaria, mensaje principal, y despedida. Esta carta es relevante por su reflexión sobre las relaciones sociales y cómo deben ser orientadas desde una perspectiva cristiana. Se sugiere que Apfia y Arquipo, posiblemente esposa e hijo de Filemón, también pertenecen a la comunidad cristiana en Colosas, donde Arquipo ocupa un rol destacado. Jerónimo resalta que 

Pablo no usa la expresión “prisionero de Cristo Jesús” en ninguna otra carta, aunque esté claro que se encuentra en la cárcel por su fe, según el contenido de las cartas a los efesios, filipenses y colosenses. Me parece —añade— que es un mayor orgullo el que diga que está prisionero por Cristo, que el ser apóstol. Ellos salían gozosos de la presencia del Sanedrín, porque habían sido dignos de ser ultrajados a causa del Nombre (Hch 5,41). La autoridad de su encarcelamiento hace que, al interceder por Onésimo, sea tal la fuerza de su ruego que consiga lo que pide.

### Acción de gracias e intercesión (4-7)
Antes de abordar el tema principal de la carta, Pablo continúa con un párrafo de acción de gracias e intercesión. Esto sirve para preparar el terreno para la petición central de Pablo. Da gracias a Dios por el amor y la fe de Filemón y reza para que su fe sea eficaz. Concluye este párrafo describiendo la alegría y el consuelo que ha recibido al saber cómo Filemón ha mostrado amor hacia los cristianos de Colosas.

#### Comentarios
En el versículo 5, Pablo destaca que el amor y la fe en Cristo deben extenderse a los demás creyentes, fortaleciendo la confianza y hermandad entre Filemón y Onésimo como miembros de la misma fe. Esta idea se refuerza en los versículos 16 y 17-21. En el versículo 6, aunque de expresión compleja, Pablo parece indicar que la fe compartida une a los cristianos con Cristo y entre ellos. Además, desea que la fe de Filemón sea práctica y comprenda que todos los bienes cristianos están profundamente conectados con Cristo, para Cristo, lo cual podría entenderse como para su gloria o por medio de Él.

Era razonable que el maestro mandase al discípulo usando de su autoridad apostólica. Pero como Filemón era un buen cristiano, [el Apóstol], como anciano y como prisionero por Cristo, apela al amor para provocar la obediencia.

### La súplica de Pablo por Onésimo (8-20)
Como trasfondo de su súplica específica por Onésimo, Pablo aclara sus intenciones y circunstancias. Aunque tiene la osadía de ordenar a Filemón que haga lo que sería correcto dadas las circunstancias, prefiere basar su súplica en su conocimiento del amor y la generosidad de Filemón. También describe el afecto que siente por Onésimo y la transformación que ha tenido lugar con la conversión de éste a la fe cristiana. Donde Onésimo era «inútil», ahora es «útil», un juego de palabras, ya que Onésimo significa «útil». Pablo indica que se habría alegrado de mantener a Onésimo con él, pero reconoce que lo correcto era devolverlo. La petición concreta de Pablo es que Filemón acoja a Onésimo como acogería a Pablo, es decir, como a un hermano cristiano. Se ofrece a pagar cualquier deuda creada por la marcha de Onésimo y expresa su deseo de que Filemón pueda refrescar su corazón en Cristo.

#### Comentario
San Pablo ha engendrado a la fe a Onésimo, esclavo fugitivo de Filemón. El Apóstol juega con el significado de la palabra Onésimo (= útil), para interceder por él ante su antiguo amo y pedirle a Filemón que lo reciba de nuevo. Conviene reparar en el hecho de que el Apóstol llevó el mensaje del Evangelio a todos, sin distinción de clases ni condiciones sociales, es más, manifestando especial afecto a los más desfavorecidos, a los que no contempla —según era frecuente en la época— como inferiores, sino como hermanos muy amados. 

Ved a Pablo escribiendo a favor de Onésimo, un esclavo fugitivo; no se avergüenza de llamarlo hijo suyo, sus propias entrañas, su hermano, su bienamado.

El cristiano está llamado a reconocer a todos como hermanos, respetando la dignidad humana y sus derechos. Esta actitud es ineludible, y nadie debe evadir sus deberes hacia los demás, ya que hacerlo sería un "pecado social" que ofende tanto a Dios como a la comunidad humana. Así lo expresa con claridad Juan Pablo II:

Es social todo pecado cometido contra la justicia en las relaciones tanto interpersonales como en las de la persona con la sociedad, y aun de la comunidad con la persona. Es social todo pecado cometido contra los derechos de la persona humana, comenzando por el derecho a la vida, sin excluir la del que está por nacer, o contra la integridad física de alguno; todo pecado contra la libertad ajena, especialmente contra la suprema libertad de creer en Dios y de adorarlo; todo pecado contra la dignidad y el honor del prójimo. Es social todo pecado contra el bien común y sus exigencias, dentro del amplio panorama de los derechos y deberes de los ciudadanos. Puede ser social el pecado de obra u omisión por parte de dirigentes políticos, económicos y sindicales, que aun pudiéndolo, no se empeñan con sabiduría en el mejoramiento o en la transformación de la sociedad según las exigencias y las posibilidades del momento histórico; así como por parte de trabajadores que no cumplen con sus deberes de presencia y colaboración, para que las fábricas puedan seguir dando bienestar a ellos mismos, a sus familias y a toda la sociedad.

### Conclusión y saludos (21-25)
En la sección final de la carta, Pablo describe su confianza en que Filemón haría incluso más de lo que le había pedido, indicando quizá su deseo de que Onésimo volviera a trabajar a su lado. También menciona su deseo de visitarle y pide a Filemón que prepare una habitación para invitados. Pablo envía saludos de parte de cinco de sus colaboradores y concluye la carta con una bendición.

#### Comentarios
Pablo no aborda de manera directa la esclavitud, parte de la estructura social de su tiempo, pero introduce principios cristianos que, con el tiempo, han llevado a su abolición en sociedades influenciadas por el Evangelio. Pablo sugiere sutilmente a Filemón que actúe de forma coherente con la enseñanza cristiana, tratando a Onésimo como un hermano en la fe, en igualdad y sin distinciones de clase o condición.

Convenceos de que únicamente con la justicia no resolveréis nunca los grandes problemas de la humanidad. Cuando se hace justicia a secas, no os extrañéis si la gente se queda herida: pide mucho más la dignidad del hombre, que es hijo de Dios. La caridad ha de ir dentro y al lado, porque lo dulcifica todo, lo deifica: “Dios es amor” (1 Jn 4,16). Hemos de movernos siempre por Amor de Dios, que torna más fácil querer al prójimo, y purifica y eleva los amores terrenos.

## Temas
Pablo utiliza más a menudo en sus escritos el lenguaje de la esclavitud frente al de la libertad como metáfora.
Esta carta puede haber proporcionado cierto consuelo a algunos esclavos de la época.
Aunque su práctica aparece de forma central, Pablo no comparte juicios de valor sobre la institución de la esclavitud. Su influencia podría crear presiones, ya que un «abolicionista habría sido al mismo tiempo un insurrecto, y los efectos políticos de tal movimiento habrían sido impensables»  Pablo vio instituciones humanas como la esclavitud entre muchas que en su visión apocalíptica pronto desaparecerían.
En lo que respecta a Onésimo y su circunstancia de esclavo, Pablo opinaba que Onésimo debía regresar a Filemón, pero no como esclavo, sino bajo un vínculo de amor familiar. Pablo tampoco estaba sugiriendo que se castigara a Onésimo, a pesar de que la ley romana permitía al dueño de un esclavo fugitivo privilegios casi ilimitados de castigo, incluso la ejecución. Esta es una preocupación de Pablo y una razón por la que le escribe a Filemón, pidiéndole que acepte de nuevo a Onésimo en un vínculo de amistad, perdón y reconciliación. Pablo está socavando este ejemplo de institución humana que deshumaniza a las personas. Onésimo, al igual que Filemón, pertenece a Cristo, por lo que «Cristo, y no Filemón, tiene derecho al honor y la obediencia de Onésimo».
Los versículos 13-14 sugieren que Pablo quiere que Filemón envíe a Onésimo de vuelta a Pablo (posiblemente liberándolo para tal fin). Marshall, Travis y Paul escriben: «Pablo esperaba que fuera posible que [Onésimo] pasara algún tiempo con él como colega misionero.... Si eso no es una petición para que Onésimo se una al círculo de Pablo, no sé qué más habría que decir».

## Significado
Para apreciar mejor el Libro de Filemón, es necesario conocer la situación de la primitiva comunidad cristiana en el Imperio romano; y el sistema económico de la Antigüedad clásica basado en la esclavitud. Según la Epístola a Diogneto: Porque los cristianos no se distinguen de los demás hombres ni por el país, ni por la lengua, ni por las costumbres que observan... Están en la carne, pero no viven según la carne. Pasan sus días en la tierra, pero son ciudadanos del cielo. Obedecen las leyes prescritas, y al mismo tiempo sobrepasan las leyes con su vida.
El Papa Benedicto XVI hace referencia a esta carta en su carta encíclica, Spe salvi, destacando el poder del cristianismo como poder de transformación de la sociedad:

Aquellos que, en lo que respecta a su estado civil, se relacionan entre sí como amos y esclavos, en la medida en que son miembros de la única Iglesia se han convertido en hermanos y hermanas: así es como los cristianos se dirigían los unos a los otros... Aunque las estructuras externas permanecieran inalteradas, esto cambió la sociedad desde dentro. Cuando la Carta a los Hebreos dice que los cristianos aquí en la tierra no tienen una patria permanente, sino que buscan una que está en el futuro (cf. Hb 11,13-16; Flp 3,20), esto no significa ni por un momento que vivan sólo para el futuro: la sociedad actual es reconocida por los cristianos como un exilio; pertenecen a una nueva sociedad que es la meta de su peregrinación común y que se anticipa en el curso de esa peregrinación. 

## El problema de la esclavitud
Durante los primeros cuatro siglos de la era cristiana se creyó que Pablo había escrito esa carta a Filemón para rogarle que fuera clemente con su esclavo evadido, Onésimo, que volvía a su casa. Esa lectura parece parcial, ya que lo que hace realmente san Pablo, con habilidad y delicadeza, es rogarle a Filemón que le deje quedarse con él:

Yo querría retenerlo a mi lado para que me ayudase en tu lugar en mi prisión por el Evangelio; pero nada he querido hacer sin tu consentimiento.
Carta a Filemón, 1:13

Tampoco hay en la carta ninguna pista que induzca a pensar que Filemón fuera un amo severo que necesitara ser aplacado. 
Ni siquiera dice explícitamente que Onésimo se hubiera escapado. En algunas traducciones se menciona que "se separó" o "se apartó".
Históricamente, sin embargo, siempre se creyó que se escapó de Filemón y así lo cuenta Gabriel Pérez, de la Universidad Pontificia de Salamanca, en sus comentarios a la carta:

Se escapó de la casa de su señor, habiéndole robado alguna cosa. Huyendo de la justicia, llega a Roma, donde tuvo la suerte de encontrarse con Pablo, que le convierte a Cristo. (...) Pablo ruega en nombre de los más delicados sentimientos cristianos a Filemón que lo reciba de nuevo con toda la amabilidad.

La imprecisión del texto ha propiciado todo tipo de comentarios por parte de los exégetas cristianos. El teólogo protestante suizo Jean-Fréderic Ostervald destaca el buen proceder de san Pablo al devolver lo que no es suyo (un esclavo), y añade que "aunque la Religión Cristiana no abole las diferentes relaciones que hay entre los hombres, y permite que subsistan estas condiciones, ella [la Religión] los vuelve a todos iguales ante Dios y respecto a la salvación".
Este tipo de interpretación ha llevado a profesores como Diarmaid MacCulloch, de la Universidad de Oxford, a considerar la Epístola a Filemón como "un documento cristiano fundacional de la justificación de la esclavitud".
Existe, sin embargo, la interpretación contraria. Así la explica Peter T. O'Brien, del Moore Theological College de Sídney, Australia: "Si (nótese el quizás) el propósito de Dios está detrás de todo esto, entonces la intención divina era que Filemón debería recibir a Onésimo en una nueva relación (como un hermano cristiano) para siempre libre".
Debido a su ambigüedad, durante el siglo XIX la epístola fue esgrimida en el debate sobre la abolición de la esclavitud, primero en el Reino Unido y luego en Estados Unidos. Ambas posturas, la esclavista y la abolicionista, utilizaron la Epístola a Filemón como prueba.
Según algunos estudiosos, el versículo fundamental de la carta es el 16, cuando san Pablo pide a Filemón que no reciba a Onésimo como un esclavo:

y no como esclavo, sino como algo mejor que un esclavo: como un hermano querido, que, siéndolo mucho para mí, ¡cuánto más lo será para ti, no sólo como amo, sino también en el Señor!
Filemón 1:16

A juicio de Pérez, este pasaje "encierra la solución que el Evangelio trae al problema de la esclavitud. Pablo no podía suprimirla, pero da el principio que contiene el germen de su abolición: en Cristo no hay esclavo y libre, siervo y señor. Somos todos hijos de un mismo padre, hermanos todos de Jesucristo".
El papa Benedicto XVI se refirió a esta epístola en su segunda encíclica, Spe salvi, haciendo hincapié en el poder del cristianismo como poder transformador de la sociedad: 

Los hombres que, según su estado civil se relacionan entre sí como dueños y esclavos, en cuanto miembros de la única Iglesia se han convertido en hermanos y hermanas unos de otros: así se llamaban mutuamente los cristianos. Habían sido regenerados por el Bautismo, colmados del mismo Espíritu y recibían juntos, unos al lado de otros, el Cuerpo del Señor. Aunque las estructuras externas permanecieran igual, esto cambiaba la sociedad desde dentro.
Benedicto XVI